# T2L2
T2L2 ou Transfert de Temps par Lien Laser est une expérience scientifique embarquée sur le satellite Jason-2 destinée à valider une méthode de synchronisation d'horloges atomiques avec une très grande précision. La méthode utilisée repose sur l'échange d'impulsions laser entre des stations au sol et un satellite. T2L2 est développée par le laboratoire Gemini de l'Observatoire de la Côte d'Azur et le CNES, l'agence spatiale française. L'expérience est entrée en phase opérationnelle début 2009.

## Contexte
L'étalonnage des horloges atomiques est un prérequis important pour établir une échelle de temps internationale et réaliser des expériences de physique théorique. La synchronisation des horloges repose actuellement sur l'échange de signaux radio-électriques (GPS, Two Way). La précision de cette synchronisation pourrait être améliorée d'un ou deux ordres de grandeur par l'utilisation d'une liaison laser.

## Principe de fonctionnement
L'instrument T2L2 permet la comparaison de deux horloges distantes : soit une horloge  embarquée sur un satellite et une horloge au sol soit deux horloges au sol. Pour établir ce lien :
- des impulsions lasers sont tirées vers le satellite depuis la station au sol. Leur date de départ fournie par l'horloge locale est enregistrée ;
- le système embarqué sur le satellite comprend un système optique qui renvoie l'impulsion laser vers le sol tout en enregistrant sa date d'arrivée selon l'horloge embarquée sur le satellite ;
- le système au sol reçoit les impulsions qui ont été renvoyées et enregistre leur date d'arrivée.

La comparaison des différentes dates permet de déduire le décalage entre l'horloge de la station au sol et l'horloge du satellite. Si l'expérience est menée successivement entre le satellite et plusieurs stations terrestres, il est possible d'en déduire le décalage entre les horloges des stations au sol. L'idéal est que le satellite soit en vue des deux stations au sol et que les tirs lasers soient simultanés ce qui permet de négliger le décalage éventuel que pourrait introduire l'horloge embarquée.

## Objectifs
L'expérience T2L2 poursuit des objectifs à la fois technologiques et scientifiques :
- sur le plan technologique T2L2 doit permettre de valider le transfert de temps avec une amélioration d'un ordre de grandeur par rapport aux systèmes existants. T2L2 pourrait permettre  de valider un dispositif embarqué sur les sondes interplanétaires - le TIPO (Télémétrie InterPlanétaire Optique) - permettant de déterminer la distance de la sonde avec une précision nettement accrue par rapport aux systèmes existants ;
- sur le plan scientifique l'objectif est de valider l'application de la méthode pour la constitution d'une échelle de temps universelle, l'étalonnage des autres systèmes de rapprochement et l'application de la méthode à la  physique théorique[2].

## Description de l'instrument
L'équipement associé à l'expérience est embarqué sur le satellite océanographique franco-américain Jason-2. Il comprend :
- un ensemble optique distinct des rétro-réflecteurs utilisés par ailleurs par le satellite pour déterminer sa position par télémétrie laser sur satellites. Cet ensemble comprend un dispositif de détection linéaire qui utilise un photodétecteur en mode gain linéaire et un dispositif de détection non linéaire qui utilise un photodétecteur en mode Geiger ;
- un dispositif de datation qui utilise l'horloge du système Doris.

L'ensemble d'une masse de 10 kg consomme 48 watts.

## Historique du projet et résultats
En 1992 l'expérience LASSO embarquée sur le satellite Météosat P2 permet de valider le concept de transfert de temps par laser et permet d'envisager d'améliorer grâce à cette technique la précision de la synchronisation d'horloges atomiques. L'expérience de l'époque réalisée entre deux stations situées sur la Côte d'Azur et dans le Texas permet d'obtenir une précision inférieure à 100 ps et une exactitude de 1,5 ns. La réalisation de l'expérience T2L2, d'abord envisagée en 1999 sur la station Mir, puis dans le cadre la mission ACeS, a finalement reçu un accord en 1995 pour l'embarquement sur le satellite océanographique Jason-2. Jason-2 a été lancé le 20 juin 2008 pour une mission d'une durée initiale de 3 ans.
Les premiers tests ont lieu le 25 juin 2008 et l'instrument est entré dans une phase opérationnelle en janvier 2009. Des campagnes de tir ont commencé en 2009 mais ont été perturbées par la météo et par des problèmes rencontrés sur la station laser mobile utilisée. Une deuxième campagne de tir avec transfert de temps a eu lieu en 2010 d'abord entre la station fixe de Grasse et la station mobile installée sur le plateau de Calern puis entre stations européennes.